# 武吉巴卡-武吉拉雅國家公園
0°47′S 112°37′E / 0.783°S 112.617°E
武吉巴卡─武吉拉雅國家公園是印尼的國家公園，位於婆羅洲，成立於1992年，面積1,810平方公里，有巽他雲豹、婆羅洲猩猩、馬來熊、懶猴、水鹿、鼯鼠、翠翼鳩、棕頭鵑鳩、婆羅洲孔雀雉等野生動物棲息。